# Илеть 110с

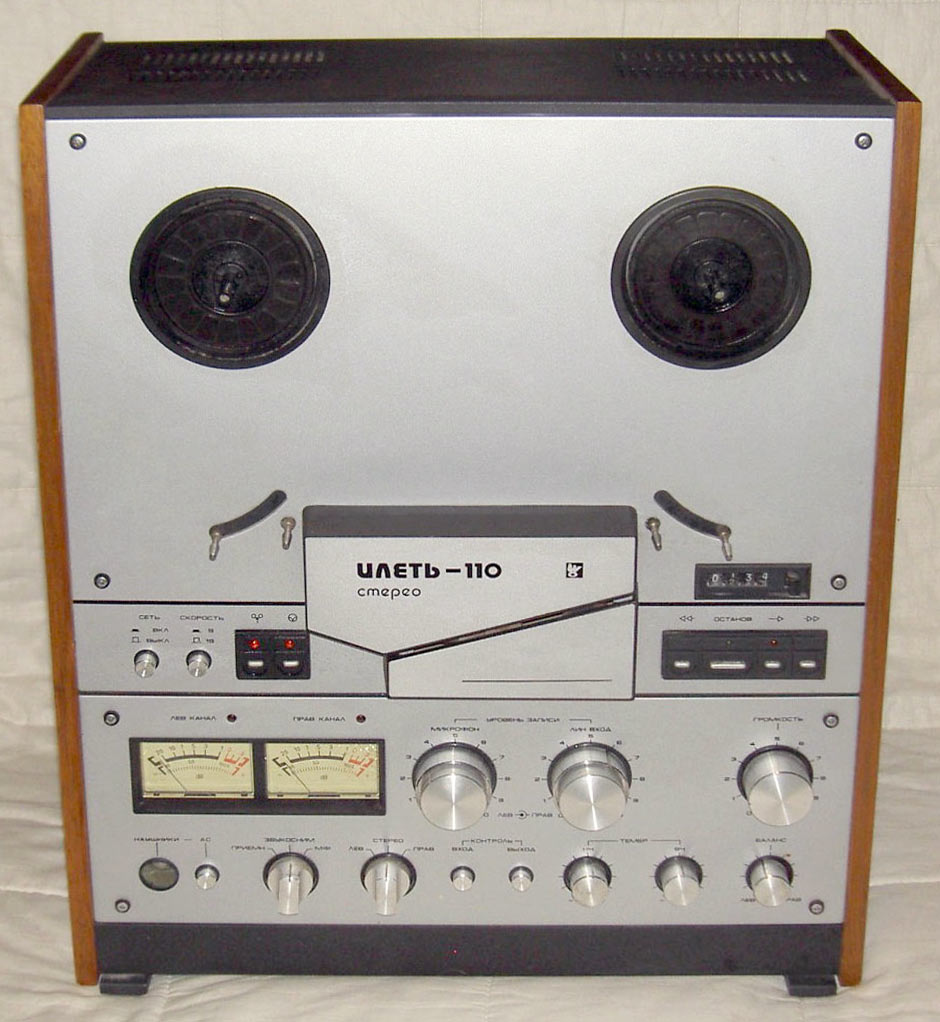
Илеть110

«Илеть-110-стерео» — стереофонический катушечный полупроводниковый магнитофон I группы сложности, модель БАМЗ III поколения, обеспечивает запись стереофонических музыкальных и речевых программ с последующим воспроизведением записи через выносные акустические системы или стереофонические наушники. Магнитофон разработан в ЦКБ НИИ «Градиент» на базе магнитофона «Ростов−105 стерео» в 1985 году и серийно выпускался Волжским электромеханическим заводом с 1987 по 1990 год. Розничная цена — 827 рублей.

## Общая информация
В магнитофоне применены:
- трёхмоторный лентопротяжный механизм с электронным управлением и автоматическим слежением за натяжением ленты в режимах перемотки и рабочего хода, электронным торможением подкатушечных узлов, что значительно повышает надёжность работы магнитофона и позволяет в 1,5 раза увеличить срок службы магнитной ленты;
- сдвоенные регуляторы уровней, позволяющие оперативно и синхронно управлять уровнем записи в 2 каналах;
- стеклоферритовые магнитные головки, отличающиеся от обычных пермаллоевых головок повышенной износоустойчивостью. В магнитофон устанавливались стеклоферритовые головки 6А24.510 и 6В24.510, пермаллоевые 6А24.080 (или 081) и 6В24.080 (или 081), аморфные TEAC. Для каждого  типа головок требовались изменения коррекции в генераторе стирания и подмагничивания и усилителе воспроизведения.[источник не указан 3317 дней]

В магнитофоне имеется возможность:
- выполнения трюковых записей путём смешивания сигналов со входа «Микрофон» и любого другого входа;
- автоматического останова при окончании и обрыве ленты;
- контроля уровня записи или воспроизведения по стрелочным индикаторам, индикации перегрузки по индикаторам пиковых перегрузок;
- одноканального четырёхдорожечного воспроизведения монофонической записи;[источник не указан 3406 дней]
- индикации режимов работы «Запись», «Рабочий ход», «Пауза» и «Стоп» дистанционного управления режимами «Перемотка», «Воспроизведение», «Останов»;
- переключения режимов работы магнитофона, пропуская режим «Стоп»;
- автоматического отключения выносных АС при неисправности УНЧ;
- работы в режиме «Усилитель».

Наличие раздельных магнитных головок записи и воспроизведения даёт возможность прослушивать записанный сигнал непосредственно при записи.
Наличие 4-декадного счётчика расхода ленты с кнопкой сброса позволяет быстро находить необходимые записи и определять расход магнитной ленты.
До 1989 года магнитофон выпускался по ГОСТ 24863-81, позднее схемотехника некоторых электронных узлов была усовершенствована, и модель выпускалась по ГОСТ 24863-87. Одной из отличительных особенностей усовершенствованной модели является включение двигателя ведущего вала только при поднятых петлевыбирателях магнитофона.

## Технические характеристики
- Тип магнитной ленты: А4416-6Б.
- Номер катушки: 18; 22.
- Скорость протяжки ленты: 19,06; 9,53 см/с.
- Максимальное время записи или воспроизведения: 2 х 45; 2 х 90 мин.
- Рабочий диапазон частот: 31,5—22000; 40—16000 Гц.
- Коэффициент детонации: ±0,09; ±0,15 %.
- Коэффициент гармоник: не более 1 %.
- Рассогласование амплитудно-частотных характеристик на линейном выходе в диапазоне частот 250—6300 Гц канала записи — воспроизведения не более 2 дБ.
- Относительный уровень шумов и помех в канале записи и воспроизведения: −63 дБ.
- Выходная мощность: максимальная 2 х 30 Вт, номинальная 2 х 15 Вт.
- Входное сопротивление АС: 4 Ом.
- Потребляемая от сети мощность: 150 Вт.
- Габариты: 515 × 420 × 230 мм.
- Вес: 24 кг.